# Olivia Taylor Dudley

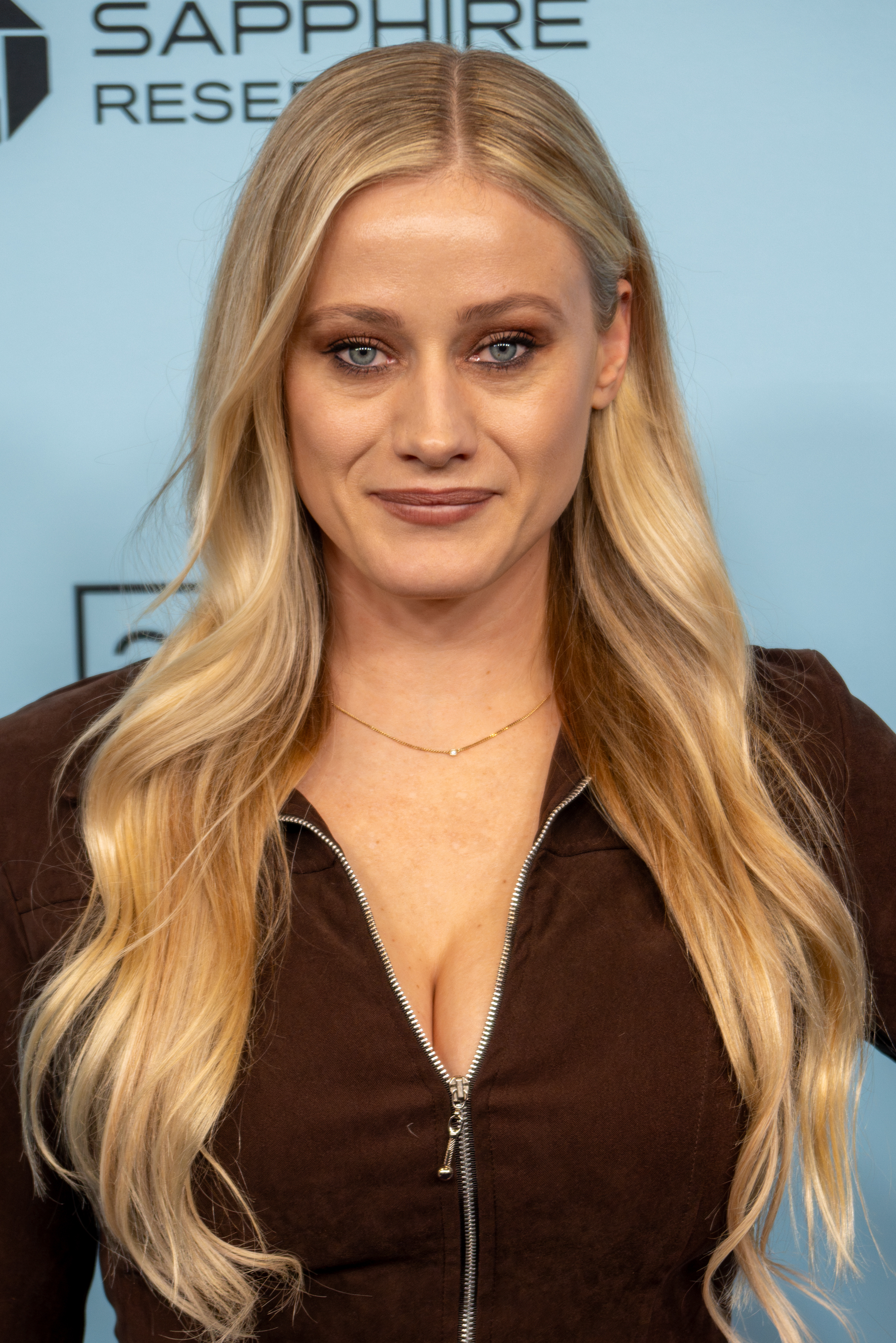
Olivia Taylor Dudley (2025)

Olivia Taylor Dudley (* 4. November 1985 in Morro Bay, Kalifornien) ist eine US-amerikanische Schauspielerin. Sie ist für ihre Rollen in diversen Horrorfilmen wie Chernobyl Diaries (2012), Paranormal Activity: Ghost Dimension (2015), und Fernsehauftritten wie in der Sci-Fi-Fantasyserie The Magicians bekannt, sowie für das Mitwirken an Produktionen der Internet Sketch-Gruppe 5-Second Films.

## Leben
Dudley erhielt ihren ersten großen Auftritt 2012 in dem Horrorfilm Chernobyl Diaries. 2013 folgte der nächste Auftritt in The Vatican Tapes wo sie die Rolle der Angela Holmes übernahm. Für ihre schauspielerische Darstellung erhielt sie eine positive Kritik in der New York Times.
Weitere Rollen hatte Dudley in Chillerama, Paranormal Activity: Ghost Dimension, Dumbbells, The Barber und Dude Bro Party Massacre III.
Im Fernsehen trat sie in CSI: Miami und Arrested Development auf. Seit August 2015 hatte Dudley die Hauptrolle der Alice in der Syfy Fantasieserie The Magicians inne, für die zuvor Sosie Bacon vorgesehen war. In dieser Serie sang sie in der vorletzten Folge mit, die am 25. März 2020 ausgestrahlt wurde, gemeinsam mit Hale Appleman ein Peter-Gabriel- und Kate-Bush-Cover des Liedes Don’t Give Up als Duett.
Im Sommer 2016 war sie neben David Duchovny in der zweiten Staffel der NBC-Fernsehserie Aquarius zu sehen.

## Filmografie (Auswahl)
Filme
- 2007: Anna Nicole (The Anna Nicole Smith Story)
- 2007: Walk Hard: Die Dewey Cox Story (Walk Hard: The Dewey Cox Story)
- 2008: Remembering Phil
- 2011: Birds of a Feather (Fernsehfilm)
- 2011: Chillerama
- 2012: Chernobyl Diaries
- 2012: Der Diktator (The Dictator)
- 2014: Dumbbells
- 2014: Transcendence
- 2014: The Barber
- 2015: Appleton
- 2015: Dude Bro Party Massacre III
- 2015: The Vatican Tapes
- 2015: Paranormal Activity: Ghost Dimension (Paranormal Activity: The Ghost Dimension)
- 2019: Where We Go from Here
- 2020: She Dies Tomorrow
- 2021: Some of Our Stallions
- 2022: Crawlspace
- 2023: Onyx the Fortuitous and the Talisman of Souls

Fernsehserien
- 2011: Navy CIS (NCIS eine Folge)
- 2011–2012: CSI: Miami (3 Folgen)
- 2012: Apartment 23 (Don't Trust the B---- in Apartment 23, eine Folge)
- 2013: The Mindy Project (eine Folge)
- 2013: Arrested Development (eine Folge)
- 2013–2014: Uproxx Video (8 Folgen)
- 2015: The Comedians (3 Folgen)
- 2015–2020: The Magicians (65 Folgen)
- 2016: Aquarius (5 Folgen)
- 2021–2023: Nancy Drew